# Gustav Wustmann
Gustav Moritz Wustmann, född 23 maj 1844 i Dresden, död 22 december 1910 i Leipzig, var en tysk filolog och historiker.
Wustmann var verksam som lärare och stadsbibliotekarie i Leipzig. Han författade ett stort antal arbeten om Leipzigs historia och det mycket uppseendeväckande Allerhand Sprachdummheiten (1891; femte upplagan 1911), där han registrerade och angrep allehanda olika slags språkfel i den moderna tyska litteraturen, ett arbete, som på många sätt var till gagn och gav väckelser.